# Віковий дуб (Чернігів, вул. Магістратська)
Вікови́й дуб — ботанічна пам'ятка природи місцевого значення в Україні. Розташована в місті Чернігів, на вул. Магістратській, 19 (територія Обласної стоматологічної поліклініки). 
Площа 0,01 га. Статус присвоєно згідно з рішенням Чернігівського облвиконкому від 10.06.1972 року № 303; рішення від 27.12.1984 року № 454; рішення від 28.08.1989 року № 164. Перебуває у віданні: Обласна стоматологічна поліклініка. 
Статус присвоєно для збереження одного екземпляра дуба віком понад 200 років. 